# کامیشواتویه
کامیشواتویه (انگلیسی: Kamyshevatoye) یک شهرک در بخش آلکسیفسکی استان بلگورود کشور روسیه است.